# Record du Maroc de natation dames du 400 mètres 4 nages
Cet article présente l'évolution du record du Maroc de natation dames du 400 mètres 4 nages.

## Bassin de 50 mètres
| Temps         | Athlète       | Naissance | Âge | Club         | Compétition               | Lieu       | Date             |
| ------------- | ------------- | --------- | --- | ------------ | ------------------------- | ---------- | ---------------- |
| 5 min 14 s 87 | Nadia Iaz     |           |     | WAC          |                           |            | 12 février 1994  |
| 5 min 02 s 07 | Sara El Bekri | 1987      | 23  | RCA Natation | Championnats du Maroc (f) | Casablanca | 24 juillet 2010  |
| 4 min 48 s 04 | Sara El Bekri | 1987      | 24  | RCA Natation | Jeux panarabes (f)        | Doha       | 18 décembre 2011 |

## Bassin de 25 mètres
| Temps         | Athlète       | Naissance | Âge | Club         | Compétition               | Lieu  | Date             |
| ------------- | ------------- | --------- | --- | ------------ | ------------------------- | ----- | ---------------- |
| 5 min 14 s 31 | Nadia Iaz     |           |     | WAC          |                           |       | 18 novembre 1993 |
| 4 min 48 s 22 | Sara El Bekri | 1987      | 23  | RCA Natation | Championnats du monde (s) | Dubaï | 15 décembre 2010 |